# Baszszar Ibn Burd
Baszszar Ibn Burd, Baššar Ibn Burd (arab.  بشار بن برد, ur. 714 w Basrze, zm. 783 w Bagdadzie) – arabski poeta w okresie Abbasydów.
Był pochodzenia perskiego. Od urodzenia był niewidomy. Popierał perski ruch narodowy w kalifacie (szu'ubijja), był pierwszym przedstawicielem modernizmu w dawnej arabskiej literaturze, który zrywał z dotychczasową tematyką i topiką. W swojej twórczości poruszał aktualne tematy z życia prostych ludzi, był mistrzem satyry, sławę zyskał również dzięki poezji erotycznej. Pozostawił po sobie obszerny dywan wierszy. Został oskarżony o herezję (zandaka) i skazany na śmierć przez kalifa.